# D4: Dark Dreams Don't Die
D4: Dark Dreams Don't Die è un videogioco d'avventura del 2014 sviluppato da Access Games e pubblicato da Microsoft Studios per Xbox One. Diretto da Hidetaka Suehiro, meglio noto come Swery65, il gioco non è correlato alla serie D.